# Coupe d'Europe de rugby à XV 2017-2018
Navigation
Édition précédente Édition suivante
La Coupe d'Europe de rugby à XV 2017-2018, la vingt-troisième, oppose vingt équipes anglaises, écossaises, françaises, galloises, irlandaises et italiennes.
La compétition se déroule du 13 octobre 2017 au 12 mai 2018, date de la finale au stade San Mamés de Bilbao en Espagne.

## Présentation

### Équipes en compétition
Les vingt équipes qualifiées sont réparties comme suit :
- les six premiers de Premiership (championnat d'Angleterre) ;
- les six premiers du Top 14  (championnat de France) ;
- les meilleures franchises irlandaise, écossaise, galloise et italienne du Pro12 ;
- les trois autres clubs les mieux classés à l'issue de la saison du Pro 12 ;
- la vingtième place est attribuée au vainqueur d'un barrage entre le septième du Top 14, septième de Premiership et les huitième et neuvième du Pro12.

La liste des clubs participants est donc la suivante :
| - Exeter Chiefs (Premiership) - Wasps - Saracens (Coupe d'Europe) - Leicester Tigers - Bath Rugby - Harlequins - Northampton Saints | - ASM Clermont (Top 14) - RC Toulon - Stade rochelais - Racing 92 - Montpellier HR - Castres olympique | - Scarlets (Pro12) - Munster Rugby - Leinster Rugby - Ospreys - Ulster Rugby - Glasgow Warriors - Benetton Trévise |

### Tirage au sort
Le tirage a lieu le 8 juin 2017 au Théâtre du Passage à Neuchâtel. Les équipes sont placées dans quatre chapeaux selon leurs résultats en phase finale et soumises à un tirage au sort.
Les quatre chapeaux pour le tirage des poules de la Champions Cup 2017-2018 :
| Chapeau 1     | Chapeau 2       | Chapeau 3        | Chapeau 4          |
| ------------- | --------------- | ---------------- | ------------------ |
| Exeter Chiefs | RC Toulon       | Leicester Tigers | Harlequins         |
| ASM Clermont  | Saracens        | Ospreys          | Castres olympique  |
| Scarlets      | Stade rochelais | Bath Rugby       | Glasgow Warriors   |
| Wasps         | Leinster Rugby  | Montpellier HR   | Benetton Trévise   |
| Munster Rugby | Racing 92       | Ulster Rugby     | Northampton Saints |

### Format
Les formations s'affrontent dans une première phase de groupes en matchs aller-retour (six matchs pour chacune des équipes soit douze rencontres par groupe). Quatre points sont accordés pour une victoire et deux pour un nul et rien pour une défaite. De plus, des bonus peuvent être accordés par aux équipes qui inscrivent au moins quatre essais et/ou  perdant par sept points d'écart ou moins. Les cinq équipes arrivées en tête de leur poule, classées de 1 à 5, et les trois meilleures deuxièmes, classées 6, 7 et 8 sont qualifiées pour la seconde phase éliminatoire. Les oppositions en quarts de finale sont définies de la manière suivante : équipe 1 contre équipe 8, 2 contre 7, 3 contre 6 et 4 contre 5.

## BarrageCoupe d'Europe de rugby à XV/Challenge européen
Le tournoi de barrage débute par deux matchs, l'un entre le club classé septième du championnat anglais et le deuxième club non qualifié de Ligue celtique sur le terrain du club anglais, l'autre entre le club classé septième du championnat français et le premier club non qualifié de Ligue celtique sur le terrain du club français. Les vainqueurs se rencontrent ensuite chez le vainqueur du premier barrage cité. Au cas où un club non directement qualifié via son championnat remporte le Challenge européen 2016-2017, il prend la place de barragiste du club de son championnat. Le vainqueur de ces barrages se qualifie pour la Coupe d'Europe 2017-2018 tandis que les trois autres équipes sont reversées dans le Challenge européen 2017-2018.

### 1ertour
| 19 mai 2017 18 h 00 | Stade français Paris | 46- 21 (10 - 14) | Cardiff Blues                                                                               | Stade Jean-Bouin, Paris 4 767 spectateurs Arbitre : Greg Garner |
| 19 mai 2017 18 h 00 | Essai(s) : 7 Nayacalevu (30e), Melikidze (41e), De Giovanni (49e), Macalou (58e, 66e), Panis (69e), Daguin (74e) Transformation(s) : 4 Steyn (31e, 42e, 51e, 67e) Pénalité(s) : 1 Steyn (9e) |                  | Essai(s) : 3 Cook (20e, 61e), Williams (23e) Transformation(s) : 3 Anscombe (21e, 24e, 62e) | Stade Jean-Bouin, Paris 4 767 spectateurs Arbitre : Greg Garner |
| 19 mai 2017 18 h 00 | |                  |                                                                                             | Stade Jean-Bouin, Paris 4 767 spectateurs Arbitre : Greg Garner |

| 20 mai 2017 16 h 00 | Northampton Saints | 21 - 15 (13 - 10) | Connacht | Franklin's Gardens, Northampton 9 561 spectateurs Arbitre : Mathieu Raynal |
| 20 mai 2017 16 h 00 | Essai(s) : 2 Mallinder (1re), Groom (56e) Transformation(s) : 1 Mallinder (2e) Pénalité(s) : 3 Mallinder (15e, 23e, 70e) Carton(s) jaune(s) : 1 Gibson (77e) |                   | Essai(s) : 2 Adeolokun (4e), Heffernan (61e) Transformation(s) : 1 Ronaldson (4e) Pénalité(s) : 1 Ronaldson (28e) | Franklin's Gardens, Northampton 9 561 spectateurs Arbitre : Mathieu Raynal |
| 20 mai 2017 16 h 00 | |                   | | Franklin's Gardens, Northampton 9 561 spectateurs Arbitre : Mathieu Raynal |

### 2etour
| 26 mai 2017 20 h 45 | Northampton Saints | 23 - 22 (9 - 22) | Stade français Paris | Franklin's Gardens, Northampton 13 450 spectateurs Arbitre : John Lacey |
| 26 mai 2017 20 h 45 | Essai(s) : 2 Foden (46e), Tuala (73e) Transformation(s) : 2 Mallinder (46e, 73e) Pénalité(s) : 3 Mallinder (20e, 30e, 40e) Carton(s) jaune(s) : 1 Hutchinson (63e) Carton(s) rouge(s) : 1 Wood (64e) |                  | Essai(s) : 3 Vuidravuwalu (4e), Sinzelle (23e), Camara (35e) Transformation(s) : 2 Plisson (4e, 35e) Pénalité(s) : 1 Plisson (8e) Carton(s) jaune(s) : 1 Bonfils (42e) | Franklin's Gardens, Northampton 13 450 spectateurs Arbitre : John Lacey |
| 26 mai 2017 20 h 45 | |                  | | Franklin's Gardens, Northampton 13 450 spectateurs Arbitre : John Lacey |

## Phase de poules

### Notations et règles de classement
Dans les tableaux de classement suivants, les couleurs signifient :
|  | Qualifié pour les quarts de finale     |
|  | Qualifié en tant que meilleur deuxième |
|  | T : tenant du titre 2017               |

Attribution des points :
- victoire sur tapis vert : 5 points
- victoire : 4
- match nul : 2
- forfait : -2
- bonus offensif : 1 point pour au moins quatre essais marqués
- bonus défensif : 1 point pour une défaite par au plus sept points d'écart.

Départage des équipes :
- équipes dans la même poule :

1. points classement;
2. points classement obtenus dans les matchs entre équipes concernées;
3. points terrain obtenus dans les matchs entre équipes concernées;
4. nombre d'essais marqués dans les matchs entre équipes concernées;
5. différence de points;
6. nombre d'essais marqués;
7. plus bas nombre de joueurs suspendus/expulsés pour incident;
8. tirage au sort.

- équipes dans des poules différentes :

1. tirage au sort.

### Poule 1
| Rang | Équipe          | J | V | N | D | Em | Ee | Bo | Bd | Pm  | Pe  | Diff | Pts |
| ---- | --------------- | - | - | - | - | -- | -- | -- | -- | --- | --- | ---- | --- |
| 1    | Stade rochelais | 6 | 4 | 0 | 2 | 18 | 17 | 3  | 1  | 156 | 121 | +35  | 20  |
| 2    | Wasps           | 6 | 3 | 0 | 3 | 21 | 15 | 4  | 1  | 154 | 121 | +33  | 17  |
| 3    | Ulster          | 6 | 4 | 0 | 2 | 15 | 15 | 1  | 0  | 132 | 118 | +14  | 17  |
| 4    | Harlequins      | 6 | 1 | 0 | 5 | 15 | 22 | 2  | 1  | 106 | 188 | -82  | 7   |

### Poule 2
| Rang | Équipe             | J | V | N | D | Em | Ee | Bo | Bd | Pm  | Pe  | Diff | Pts |
| ---- | ------------------ | - | - | - | - | -- | -- | -- | -- | --- | --- | ---- | --- |
| 1    | ASM Clermont       | 6 | 5 | 0 | 1 | 16 | 14 | 2  | 0  | 165 | 104 | +61  | 22  |
| 2    | Saracens (T)       | 6 | 3 | 1 | 2 | 24 | 13 | 3  | 1  | 205 | 146 | +59  | 18  |
| 3    | Ospreys            | 6 | 2 | 1 | 3 | 18 | 16 | 3  | 2  | 152 | 148 | +4   | 15  |
| 4    | Northampton Saints | 6 | 1 | 0 | 5 | 16 | 31 | 2  | 0  | 115 | 239 | -124 | 6   |

### Poule 3
| Rang | Équipe           | J | V | N | D | Em | Ee | Bo | Bd | Pm  | Pe  | Diff | Pts |
| ---- | ---------------- | - | - | - | - | -- | -- | -- | -- | --- | --- | ---- | --- |
| 1    | Leinster         | 6 | 6 | 0 | 0 | 22 | 12 | 3  | 0  | 176 | 93  | +83  | 27  |
| 2    | Exeter Chiefs    | 6 | 3 | 0 | 3 | 18 | 14 | 1  | 2  | 138 | 117 | +21  | 15  |
| 3    | Montpellier HR   | 6 | 2 | 0 | 4 | 18 | 23 | 3  | 2  | 130 | 163 | -33  | 13  |
| 4    | Glasgow Warriors | 6 | 1 | 0 | 5 | 18 | 27 | 2  | 1  | 128 | 199 | -71  | 7   |

### Poule 4
| Rang | Équipe            | J | V | N | D | Em | Ee | Bo | Bd | Pm  | Pe  | Diff | Pts |
| ---- | ----------------- | - | - | - | - | -- | -- | -- | -- | --- | --- | ---- | --- |
| 1    | Munster           | 6 | 4 | 1 | 1 | 18 | 8  | 2  | 1  | 167 | 87  | +80  | 21  |
| 2    | Racing 92         | 6 | 4 | 0 | 2 | 14 | 10 | 1  | 2  | 128 | 105 | +23  | 19  |
| 3    | Castres olympique | 6 | 2 | 1 | 3 | 13 | 20 | 2  | 0  | 111 | 161 | -50  | 12  |
| 4    | Leicester Tigers  | 6 | 1 | 0 | 5 | 12 | 19 | 1  | 2  | 118 | 171 | -53  | 7   |

### Poule 5
| Rang | Équipe           | J | V | N | D | Em | Ee | Bo | Bd | Pm  | Pe  | Diff | Pts |
| ---- | ---------------- | - | - | - | - | -- | -- | -- | -- | --- | --- | ---- | --- |
| 1    | Scarlets         | 6 | 4 | 0 | 2 | 19 | 12 | 3  | 2  | 162 | 123 | +39  | 21  |
| 2    | RC Toulon        | 6 | 4 | 0 | 2 | 16 | 12 | 1  | 2  | 159 | 125 | +34  | 19  |
| 3    | Bath Rugby       | 6 | 4 | 0 | 2 | 16 | 14 | 1  | 1  | 151 | 121 | +30  | 18  |
| 4    | Benetton Trévise | 6 | 0 | 0 | 6 | 12 | 25 | 2  | 2  | 97  | 200 | -103 | 4   |

## Phase finale
Les cinq premières équipes ainsi que les trois meilleures deuxièmes sont qualifiées pour les quarts de finale. Elles sont classées dans l'ordre suivant pour obtenir le tableau des quarts de finale : les vainqueurs de poule seront classées de 1 à 5 en fonction du nombre de points obtenus, les équipes classées de 1 à 4 reçoivent en quart de finale.
Les équipes sont départagées selon les critères suivants :
- plus grand nombre de points de classement;
- meilleure différence de points;
- plus grand nombre d'essais marqués.

| Rang | Clubs           | Matchs joués | Pts | Diff | EM |
| ---- | --------------- | ------------ | --- | ---- | -- |
| 1    | Leinster Rugby  | 6            | 27  | +83  | 22 |
| 2    | ASM Clermont    | 6            | 22  | +61  | 16 |
| 3    | Munster Rugby   | 6            | 21  | +80  | 18 |
| 4    | Scarlets        | 6            | 21  | +39  | 19 |
| 5    | Stade rochelais | 6            | 20  | +37  | 18 |
| 6    | RC Toulon       | 6            | 19  | +34  | 16 |
| 7    | Racing 92       | 6            | 19  | +23  | 14 |
| 8    | Saracens        | 6            | 18  | +59  | 24 |
| 9    | Wasps           | 6            | 17  | +33  | 21 |
| 10   | Exeter Chiefs   | 6            | 15  | +21  | 18 |

Les équipes en italiques sont les équipes seconde de leur groupe mais non qualifiées pour les Quarts de finale

### Tableau final
|  | Quarts de finale                                              | Quarts de finale                                   |           |    | Demi-finales                                | Demi-finales                                |  |  | Finale                                     | Finale                                     |
|  | Quarts de finale                                              | Quarts de finale                                   |           |    | Demi-finales                                | Demi-finales                                |  |  | Finale                                     | Finale                                     |
|  |                                                               |                                                    |           |    |                                             |                                             |  |  |                                            |                                            |
|  | le 1er avril 2018 à l'Aviva Stadium à Dublin                  | le 1er avril 2018 à l'Aviva Stadium à Dublin       |           |    | le 21 avril 2018 à l'Aviva Stadium à Dublin | le 21 avril 2018 à l'Aviva Stadium à Dublin |  |  | le 12 mai 2018 au Stade San Mamés à Bilbao | le 12 mai 2018 au Stade San Mamés à Bilbao |
|  | le 1er avril 2018 à l'Aviva Stadium à Dublin                  | le 1er avril 2018 à l'Aviva Stadium à Dublin       |           |    | le 21 avril 2018 à l'Aviva Stadium à Dublin | le 21 avril 2018 à l'Aviva Stadium à Dublin |  |  | le 12 mai 2018 au Stade San Mamés à Bilbao | le 12 mai 2018 au Stade San Mamés à Bilbao |
|  | Leinster                                                      | 30                                                 |           |    | le 21 avril 2018 à l'Aviva Stadium à Dublin | le 21 avril 2018 à l'Aviva Stadium à Dublin |  |  | le 12 mai 2018 au Stade San Mamés à Bilbao | le 12 mai 2018 au Stade San Mamés à Bilbao |
|  | Leinster                                                      | 30                                                 |           |    | le 21 avril 2018 à l'Aviva Stadium à Dublin | le 21 avril 2018 à l'Aviva Stadium à Dublin |  |  | le 12 mai 2018 au Stade San Mamés à Bilbao | le 12 mai 2018 au Stade San Mamés à Bilbao |
|  | Saracens                                                      | 19                                                 |           |    | le 21 avril 2018 à l'Aviva Stadium à Dublin | le 21 avril 2018 à l'Aviva Stadium à Dublin |  |  | le 12 mai 2018 au Stade San Mamés à Bilbao | le 12 mai 2018 au Stade San Mamés à Bilbao |
|  | Saracens                                                      | 19                                                 | Leinster  | 38 |                                             |                                             |  |  | le 12 mai 2018 au Stade San Mamés à Bilbao | le 12 mai 2018 au Stade San Mamés à Bilbao |
|  | le 30 mars 2018 au Parc y Scarlets à Llanelli                 |                                                    | Leinster  | 38 |                                             |                                             |  |  | le 12 mai 2018 au Stade San Mamés à Bilbao | le 12 mai 2018 au Stade San Mamés à Bilbao |
|  |                                                               | Scarlets                                           | 16        |    |                                             |                                             |  |  | le 12 mai 2018 au Stade San Mamés à Bilbao | le 12 mai 2018 au Stade San Mamés à Bilbao |
|  | Scarlets                                                      | Scarlets                                           | 16        | 29 |                                             |                                             |  |  | le 12 mai 2018 au Stade San Mamés à Bilbao | le 12 mai 2018 au Stade San Mamés à Bilbao |
|  | Scarlets                                                      |                                                    |           | 29 |                                             |                                             |  |  | le 12 mai 2018 au Stade San Mamés à Bilbao | le 12 mai 2018 au Stade San Mamés à Bilbao |
|  | Stade rochelais                                               | 17                                                 |           |    |                                             |                                             |  |  | le 12 mai 2018 au Stade San Mamés à Bilbao | le 12 mai 2018 au Stade San Mamés à Bilbao |
|  | Stade rochelais                                               | 17                                                 | Leinster  | 15 |                                             |                                             |  |  |                                            |                                            |
|  | le 1er avril 2018 au Stade Marcel-Michelin à Clermont-Ferrand |                                                    | Leinster  | 15 |                                             |                                             |  |  |                                            |                                            |
|  |                                                               | Racing 92                                          | 12        |    |                                             |                                             |  |  |                                            |                                            |
|  | ASM Clermont                                                  | Racing 92                                          | 12        | 17 |                                             |                                             |  |  |                                            |                                            |
|  | ASM Clermont                                                  | le 22 avril 2018 au Stade Chaban-Delmas à Bordeaux |           | 17 |                                             |                                             |  |  |                                            |                                            |
|  | Racing 92                                                     | 28                                                 |           |    |                                             |                                             |  |  |                                            |                                            |
|  | Racing 92                                                     | 28                                                 | Racing 92 | 27 |                                             |                                             |  |  |                                            |                                            |
|  | le 31 mars 2018 à Thomond Park à Limerick                     |                                                    | Racing 92 | 27 |                                             |                                             |  |  |                                            |                                            |
|  |                                                               | Munster                                            | 22        |    |                                             |                                             |  |  |                                            |                                            |
|  | Munster                                                       | Munster                                            | 22        | 20 |                                             |                                             |  |  |                                            |                                            |
|  | Munster                                                       |                                                    |           | 20 |                                             |                                             |  |  |                                            |                                            |
|  | RC Toulon                                                     | 19                                                 |           |    |                                             |                                             |  |  |                                            |                                            |
|  | RC Toulon                                                     | 19                                                 |           |    |                                             |                                             |  |  |                                            |                                            |

### Quarts de finale
| 30 mars 2018 18 h 30 | Scarlets | 29 - 17 (12 - 10) | Stade rochelais | Parc y Scarlets, Llanelli 15 373 spectateurs Arbitre : Luke Pearce |
| 30 mars 2018 18 h 30 | Essai(s) : 2 Patchell (60e), Williams (75e) Transformation(s) : 2 Halfpenny (62e, 76e) Pénalité(s) : 5 Halfpenny (4e, 11e, 18e, 25e, 45e) Carton(s) jaune(s) : 1 Boyde (69e) |                   | Essai(s) : 2 Sazy (8e), Boudehent (80e) Transformation(s) : 2 Balès (9e), Noble (80e+1) Pénalité(s) : 1 Balès (40e) | Parc y Scarlets, Llanelli 15 373 spectateurs Arbitre : Luke Pearce |
| 30 mars 2018 18 h 30 | |                   | | Parc y Scarlets, Llanelli 15 373 spectateurs Arbitre : Luke Pearce |

| 31 mars 2018 16 h 15 | Munster | 20 - 19 (10 - 6) | RC Toulon | Thomond Park, Limerick 26 265 spectateurs Arbitre : Nigel Owens |
| 31 mars 2018 16 h 15 | Essai(s) : 2 Murray (27e), Conway (74e) Transformation(s) : 2 Keatley (28e, 75e) Pénalité(s) : 2 Keatley (31e, 55e) |                  | Essai(s) : 1 Ashton (64e) Transformation(s) : 1 Trinh-Duc (65e) Pénalité(s) : 3 Belleau (9e), Trinh-Duc (60e, 67e) Drop(s) : 1 Belleau (18e) | Thomond Park, Limerick 26 265 spectateurs Arbitre : Nigel Owens |
| 31 mars 2018 16 h 15 | |                  | | Thomond Park, Limerick 26 265 spectateurs Arbitre : Nigel Owens |

| 1er avril 2018 14 h 00 | ASM Clermont                                                       | 17 - 28 (14 - 13) | Racing 92 | Stade Marcel-Michelin, Clermont-Ferrand 18 598 spectateurs Arbitre : Wayne Barnes |
| 1er avril 2018 14 h 00 | Essai(s) : 1 Betham (33e) Pénalité(s) : 4 Parra (5e, 9e, 17e, 44e) |                   | Essai(s) : 3 Nakarawa (24e), Andreu (63e), Palu (65e) Transformation(s) : 2 Machenaud (24e, 63e) Pénalité(s) : 3 Machenaud (31e, 40e+3, 41e) | Stade Marcel-Michelin, Clermont-Ferrand 18 598 spectateurs Arbitre : Wayne Barnes |
| 1er avril 2018 14 h 00 |                                                                    |                   | | Stade Marcel-Michelin, Clermont-Ferrand 18 598 spectateurs Arbitre : Wayne Barnes |

| 1er avril 2018 16 h 30 | Leinster | 30 - 19 (13 - 12) | Saracens | Aviva Stadium, Dublin 51 700 spectateurs Arbitre : Jérôme Garcès |
| 1er avril 2018 16 h 30 | Essai(s) : 3 Ringrose (3e), Leavy (46e), Lowe (57e) Transformation(s) : 3 Sexton (3e, 47e) McFadden (58e) Pénalité(s) : 3 Sexton (20e, 33e, 42e) Carton(s) jaune(s) : 1 Toner (74e) |                   | Essai(s) : 1 Cowan (63e) Transformation(s) : 1 Farrell (64e) Pénalité(s) : 4 Farrell (11e, 15e, 26e), Bosch (34e) | Aviva Stadium, Dublin 51 700 spectateurs Arbitre : Jérôme Garcès |
| 1er avril 2018 16 h 30 | |                   | | Aviva Stadium, Dublin 51 700 spectateurs Arbitre : Jérôme Garcès |

### Demi-finales
| 21 avril 2018 16 h 30 | Leinster | 38 - 16 (24 - 9) | Scarlets                                                                                                | Aviva Stadium, Dublin 48 455 spectateurs Arbitre : Romain Poite |
| 21 avril 2018 16 h 30 | Essai(s) : 5 Ryan (9e), Healy (26e), McFadden (39e), Fardy (49e), Sexton (59e) Transformation(s) : 5 Sexton (10e, 27e, 40e+2, 51e, 60e) Pénalité(s) : 1 Sexton (18e) |                  | Essai(s) : 1 Beirne (78e) Transformation(s) : 1 Patchell (79e) Pénalité(s) : 3 Halfpenny (5e, 21e, 33e) | Aviva Stadium, Dublin 48 455 spectateurs Arbitre : Romain Poite |
| 21 avril 2018 16 h 30 | |                  | | Aviva Stadium, Dublin 48 455 spectateurs Arbitre : Romain Poite |

| 22 avril 2018 16 h 15 | Racing 92 | 27 - 22 (24 - 3) | Munster | Stade Chaban-Delmas, Bordeaux 24 571 spectateurs Arbitre : JP Doyle |
| 22 avril 2018 16 h 15 | Essai(s) : 3 Thomas (4e, 17e), Machenaud (21e) Transformation(s) : 3 Machenaud (6e, 19e, 23e) Pénalité(s) : 2 Machenaud (25e, 42e) Carton(s) jaune(s) : 1 Andreu (62e) |                  | Essai(s) : 3 Zebo (62e), Marshall (75e), Conway (80e) Transformation(s) : 2 Hanrahan (76e, 80e+1) Pénalité(s) : 1 Keatley (16e) | Stade Chaban-Delmas, Bordeaux 24 571 spectateurs Arbitre : JP Doyle |
| 22 avril 2018 16 h 15 | |                  | | Stade Chaban-Delmas, Bordeaux 24 571 spectateurs Arbitre : JP Doyle |

### Finale
| 12 mai 2018 17 h 45 | Leinster                                                  | 15 - 12 (6 - 6) | Racing 92                                    | Stade San Mamés, Bilbao 52 282 spectateurs Arbitre : Wayne Barnes |
| 12 mai 2018 17 h 45 | Pénalité(s) : 5 Sexton (17e, 39e, 54e), Nacewa (74e, 79e) |                 | Pénalité(s) : 4 Iribaren (4e, 22e, 45e, 71e) | Stade San Mamés, Bilbao 52 282 spectateurs Arbitre : Wayne Barnes |
| 12 mai 2018 17 h 45 |                                                           |                 |                                              | Stade San Mamés, Bilbao 52 282 spectateurs Arbitre : Wayne Barnes |

Évolution du score : 0-3, 3-3, 3-6, 6-6, mt, 6-9, 9-9, 9-12, 12-12, 15-12.

## Statistiques

### Meilleurs réalisateurs
| Rang | Joueur             | Club             | Essais | Transf. | Pén. | Drops | Points |
| ---- | ------------------ | ---------------- | ------ | ------- | ---- | ----- | ------ |
| 1    | Owen Farrell       | Saracens         | 0      | 19      | 18   | 0     | 92     |
| 2    | Morgan Parra       | ASM Clermont     | 0      | 11      | 21   | 0     | 85     |
| -    | Maxime Machenaud   | Racing 92        | 2      | 12      | 17   | 0     | 85     |
| 4    | Jonathan Sexton    | Leinster         | 4      | 13      | 11   | 0     | 79     |
| 5    | Ian Keatley        | Munster          | 0      | 13      | 17   | 0     | 77     |
| 6    | Leigh Halfpenny    | Scarlets         | 1      | 12      | 13   | 0     | 68     |
| 7    | George Ford        | Leicester Tigers | 0      | 7       | 14   | 0     | 56     |
| 8    | François Trinh-Duc | RC Toulon        | 0      | 5       | 15   | 0     | 55     |
| 9    | John Cooney        | Ulster           | 1      | 8       | 10   | 0     | 51     |
| 10   | Gareth Steenson    | Exeter Chiefs    | 0      | 14      | 5    | 0     | 43     |

### Meilleurs marqueurs
| Rang | Joueur          | Club             | Essais |
| ---- | --------------- | ---------------- | ------ |
| 1    | Daniel Evans    | Ospreys          | 6      |
| -    | Nemani Nadolo   | Montpellier HR   | 6      |
| 3    | Anthony Watson  | Bath Rugby       | 4      |
| -    | Gareth Davies   | Scarlets         | 4      |
| -    | Alivereti Raka  | ASM Clermont     | 4      |
| -    | Don Armand      | Exeter Chiefs    | 4      |
| -    | Leone Nakarawa  | Racing 92        | 4      |
| -    | Jonathan Sexton | Leinster         | 4      |
| -    | Simon Zebo      | Munster          | 4      |
| 10   | Monty Ioane     | Benetton Trévise | 3      |